# Артуро Фернандес Родрігес
Артуро Родрігес Фернандес (ісп. Arturo Fernández Rodríguez; нар. 21 лютого 1929, Хіхон, Астурія, Іспанія — пом. 4 липня 2019) — іспанський актор, який з'явився в численних фільмах, що дебютував у 1954 році.

## Вибрана фільмографія
- Поцілунок Іуди (1954)
- Лас Чикас де ла Крус Роха (1958)
- Рохелія (1962)
- Дорога до Росіо (1966)
- Крістіна Гусман (1968)
- Медальйон (1970)
- Повний Ідіот (1970)